# Championnat d'Albanie de football 2003-2004
Navigation
Championnat d'Albanie 2002-03 Championnat d'Albanie 2004-05
Le Championnat d'Albanie de football de Kategoria Superiore 2003-2004 est la 63e édition de ce championnat.

## Classement
| Rang | Équipe           | Pts | J  | G  | N  | P  | Bp | Bc | Diff |
| ---- | ---------------- | --- | -- | -- | -- | -- | -- | -- | ---- |
| 1    | KF Tirana        | 80  | 36 | 24 | 8  | 4  | 90 | 32 | +58  |
| 2    | Dinamo Tirana    | 71  | 36 | 21 | 8  | 7  | 68 | 39 | +29  |
| 3    | Vllaznia Shkodër | 68  | 36 | 21 | 5  | 10 | 77 | 51 | +26  |
| 4    | Partizan Tirana  | 67  | 36 | 20 | 7  | 9  | 65 | 39 | +26  |
| 5    | Teuta Durrës     | 52  | 36 | 14 | 10 | 12 | 57 | 49 | +8   |
| 6    | KS Lushnja       | 42  | 36 | 11 | 9  | 16 | 35 | 52 | -17  |
| 7    | Shkumbini Peqin  | 41  | 36 | 12 | 5  | 19 | 44 | 61 | -17  |
| 8    | KS Elbasani      | 40  | 36 | 10 | 10 | 16 | 47 | 55 | -8   |
| 9    | Besa Kavajë      | 29  | 36 | 8  | 5  | 23 | 36 | 81 | -45  |
| 10   | Flamurtari Vlorë | 14  | 36 | 3  | 5  | 28 | 24 | 80 | -56  |

|  | Champion   |
|  | Relégation |

## Bilan de la saison
| Tableau d'Honneur                 |                 |
| Compétition                       | Vainqueur       |
| Championnat d'Albanie de football | KF Tirana       |
| Coupe d'Albanie de football       | Partizan Tirana |

| Promotions et relégations     |                              |
| Relégués en First Division    | Besa Kavajë Flamurtari Vlorë |
| Promus en Kategoria Superiore | KF Laçi Egnatia Rrogozhine   |